# بيلي والش (لاعب كرلنغ)
بيلي والش هو لاعب كرلنغ كندي، ولد في 20 يناير 1917 في تيميسكيمينج شورز في كندا، وتوفي في 7 أكتوبر 1971.